# صوم ست من شوال
صوم ست من شوال أي: صوم ستة أيام من شهر شوال، نوع من أنواع صوم النفل، وشهر شوال هو الشهر العاشر في ترتيب شهور السنة الهلالية، ويقع بعد شهر رمضان، ويستحب صيام ستة أيام منه سواء كانت متوالية أو متفرقة، باستثناء أول يوم من شهر شوال الذي هو يوم عيد الفطر، فلا يجوز الصوم فيه، حيث أنه يحرم صيام يومي العيد الفطر والأضحى. ويدل على استحباب صيامه ما أخرجه مسلم في صحيحه: «عن أبي أيوب الأنصاري رضي الله عنه أنه حدثه أن رسول الله ﷺ قال: "من صام رمضان ثم أتبعه ستا من شوال كان كصيام الدهر"». وفي رواية: «من صام رمضان ثم أتبعه ستا من شوال فكأنما صام الدهر».

## جواز تفريق صوم الست من شوال أو تتابعها بعد يوم العيد
قال صاحب "المغني": "إذا ثبت هذا، فلا فرق بين كونها متتابعة أو متفرقة، في أول الشهر أو في آخره، لأن الحديث ورد مطلقًا من غير تقييد. ولأن فضلها لكونها تصير مع الشهر ستة وثلاثين يومًا، والحسنة بعشر أمثالها فيكون ذلك كثلاثمائة وستين يومًا، وهي السنة كلها. فإذا وجد ذلك في كل سنة صار كصيام الدهر. وهذا المعنى يحصل مع التفريق. والله أعلم".

## روايات الحديث في فضل صيام الست من شوال
- حديث أبي أيوب: قال رسول الله - صلى الله عليه وسلم -: "من صام رمضان ثم أتبعه ستًّا من شوال كان كصيام الدهر" . رواه مسلم في صحيحه، والترمذي، وقال: حسن، وأبو داود، وابن ماجه.
- حديث ثوبان : عن النبي - صلى الله عليه وسلم - قال: "من صام رمضان ثم أتبعه بست من شوال، فإن ذلك صيام سنة" من طرق :

-رواه أبو داود، والترمذي، والنسائي، عن الربيع بن سليمان، عن يحيى بن حسان، عن يحيى بن حمزة ، عن يحيى بن الحارث، عن أبي أسماء الرحبي، عن ثوبان.
-وابن ماجه عن هشام بن عمار، عن صدقة بن خالد، عن يحيى بن الحارث، عن أبي أسماء، عن ثوبان .
-والطبراني عن المقدام بن داود، عن أسد بن موسى، حدثنا الوليد بن مسلم، حدثنا ثور بن يزيد، عن يحيى بن الحارث، عن أبي أسماء، عن ثوبان.
- حديث جابر: رواه الإِمام أحمد من طريق عمرو بن جابر الحضرمي، عن جابر بن عبد الله رضي الله عنهما، أن رسول الله - صلى الله عليه وسلم - قال: "من صام رمضان وستة من شوال فكأنما صام السنة كلها" .[4]